# Rajd Austrii 1969
Rajd Austrii 1969 (40. International Österreichische Alpenfahrt) – 40 International Österreichische Alpenfahrt, rajd samochodowy rozgrywany w Austrii od 14 do 18 maja 1969 roku. Była to czwarta runda Rajdowych Mistrzostw Europy w roku 1969. Rajd został rozegrany na nawierzchni szutrowej.

## Klasyfikacja rajdu
| Miejsce                      | Kierowca                     | Pilot                        | Samochód                       | Czas                         | Strata                       |
| Klasyfikacja generalna i ERC | Klasyfikacja generalna i ERC | Klasyfikacja generalna i ERC | Klasyfikacja generalna i ERC   | Klasyfikacja generalna i ERC | Klasyfikacja generalna i ERC |
| ---------------------------- | ---------------------------- | ---------------------------- | ------------------------------ | ---------------------------- | ---------------------------- |
| 1.                           | Hannu Mikkola                | Mike Wood                    | Ford Escort Twin Cam           | 2:04:43                      | -                            |
| 2.                           | Harry Källström              | Gunnar Häggbom               | Lancia Fulvia HF 1.6 Prototype | 2:06:35                      | +1:52                        |
| 3.                           | Carl Orrenius                | Sölve Andreasson             | Saab 96 V4                     | 2:07:06                      | +2:23                        |
| 4.                           | Simo Lampinen                | Arne Hertz                   | Saab 96 V4                     | 2:07:35                      | +2:52                        |
| 5.                           | Lasse Jönsson                | Lasse Ericsson               | Saab 96 V4                     | 2:13:35                      | +8:52                        |
| 6.                           | Gilbert Staepelaere          | André Aerts                  | Ford Taunus 20M RS             | 2:15:38                      | +10:55                       |
| 7.                           | Richard Bochnicek            | Sepp-Dieter Kernmayer        | Citroën DS 21                  | 2:17:08                      | +12:25                       |
| 8.                           | Sobiesław Zasada             | Zenon Leszczuk               | Porsche 911 S                  | 2:20:14                      | +15:31                       |
| 9.                           | Walter Pöltinger             | Leopold Mayer                | Porsche 911                    | 2:25:31                      | +20:48                       |
| 10.                          | Carl Christian Schindler     | Gustav Hruschka              | Volkswagen 1500                | 2:25:38                      | +20:55                       |